# Odontotrypes hayekae
Odontotrypes hayekae är en skalbaggsart som beskrevs av Miksic 1961. Odontotrypes hayekae ingår i släktet Odontotrypes och familjen tordyvlar. Inga underarter finns listade i Catalogue of Life.